# Kenneth Gainwell
Kenneth Gainwell (Vicksburg, 14 marzo 1999) è un giocatore di football americano statunitense che milita nel ruolo di running back per i Philadelphia Eagles della National Football League (NFL).

## Carriera

### Philadelphia Eagles
Gainwell al college giocò a football all'Università di Memphis. Fu scelto nel corso del quinto giro (150º assoluto) nel Draft NFL 2021 dai Philadelphia Eagles. Debuttò come professionista subentrando nella gara del primo turno contro gli Atlanta Falcons segnando un touchdown su corsa. La sua stagione da rookie si concluse con 291 yard corse, 5 touchdown su corsa e uno su ricezione
Nel divisional round dei playoff 2022 Gainwell guidò la squadra con 112 yard corse e un touchdown nella netta vittoria per 38-7 sui New York Giants.

## Palmarès
- Super Bowl : 1

Philadelphia Eagles: LIX
- National Football Conference Championship: 2

Philadelphia Eagles: 2022, 2024